# Lijst van nummer 1-hits in Frankrijk in 2004
Deze hits stonden in 2004 op nummer 1 in de SNEP Single Top 100, de bekendste hitlijst in Frankrijk.
| Datum        | Artiest                      | Titel                              |
| ------------ | ---------------------------- | ---------------------------------- |
| 4 januari    | Tragédie                     | Sexy pour moi                      |
| 11 januari   | Star Academy 3               | L'orange / Wot                     |
| 18 januari   | Kareen Antonn & Bonnie Tyler | Si demain... (Turn around)         |
| 25 januari   | The Black Eyed Peas          | Shut up                            |
| 1 februari   | Kareen Antonn & Bonnie Tyler | Si demain... (Turn around)         |
| 8 februari   | Kareen Antonn & Bonnie Tyler | Si demain... (Turn around)         |
| 15 februari  | Kareen Antonn & Bonnie Tyler | Si demain... (Turn around)         |
| 22 februari  | Kareen Antonn & Bonnie Tyler | Si demain... (Turn around)         |
| 29 februari  | Kareen Antonn & Bonnie Tyler | Si demain... (Turn around)         |
| 7 maart      | Kareen Antonn & Bonnie Tyler | Si demain... (Turn around)         |
| 14 maart     | Kareen Antonn & Bonnie Tyler | Si demain... (Turn around)         |
| 21 maart     | J-five & Charlie Chaplin     | Modern times                       |
| 28 maart     | Kareen Antonn & Bonnie Tyler | Si demain... (Turn around)         |
| 4 april      | Kareen Antonn & Bonnie Tyler | Si demain... (Turn around)         |
| 11 april     | Usher & Lil' Jon & Ludacris  | Yeah!                              |
| 18 april     | O-Zone                       | Dragostea din teï                  |
| 25 april     | O-Zone                       | Dragostea din teï                  |
| 2 mei        | O-Zone                       | Dragostea din teï                  |
| 9 mei        | O-Zone                       | Dragostea din teï                  |
| 16 mei       | O-Zone                       | Dragostea din teï                  |
| 23 mei       | O-Zone                       | Dragostea din teï                  |
| 30 mei       | O-Zone                       | Dragostea din teï                  |
| 6 juni       | O-Zone                       | Dragostea din teï                  |
| 13 juni      | O-Zone                       | Dragostea din teï                  |
| 20 juni      | O-Zone                       | Dragostea din teï                  |
| 27 juni      | O-Zone                       | Dragostea din teï                  |
| 4 juli       | O-Zone                       | Dragostea din teï                  |
| 11 juli      | O-Zone                       | Dragostea din teï                  |
| 18 juli      | O-Zone                       | Dragostea din teï                  |
| 25 juli      | O-Zone                       | Dragostea din teï                  |
| 1 augustus   | K-Maro                       | Femme like U (Donne-moi ton corps) |
| 8 augustus   | Aventura                     | Obsesión                           |
| 15 augustus  | Aventura                     | Obsesión                           |
| 22 augustus  | Aventura                     | Obsesión                           |
| 29 augustus  | Aventura                     | Obsesión                           |
| 5 september  | Aventura                     | Obsesión                           |
| 12 september | Aventura                     | Obsesión                           |
| 19 september | Aventura                     | Obsesión                           |
| 26 september | Star Academy 4               | Laissez-moi danser                 |
| 3 oktober    | Star Academy 4               | Laissez-moi danser                 |
| 10 oktober   | Star Academy 4               | Laissez-moi danser                 |
| 17 oktober   | Star Academy 4               | Laissez-moi danser                 |
| 24 oktober   | Star Academy 4               | Laissez-moi danser                 |
| 31 oktober   | Star Academy 4               | Laissez-moi danser                 |
| 7 november   | Tragédie                     | Gentleman                          |
| 14 november  | Starsailor                   | Four to the floor                  |
| 21 november  | Garou & Michel Sardou        | La rivière de notre enfance        |
| 28 november  | Garou & Michel Sardou        | La rivière de notre enfance        |
| 5 december   | Garou & Michel Sardou        | La rivière de notre enfance        |
| 12 december  | Garou & Michel Sardou        | La rivière de notre enfance        |
| 19 december  | Garou & Michel Sardou        | La rivière de notre enfance        |
| 26 december  | Star Academy 4               | Adieu monsieur le professeur       |